# Sămânța de tamarin
Sămânța de tamarin (titlu original: The Tamarind Seed) este un film americano-britanic thriller de dragoste din 1974 regizat de Blake Edwards. Rolurile principale au fost interpretate de actorii Julie Andrews și Omar Sharif.
Este bazat pe romanul din 1971 The Tamarind Seed de Evelyn Anthony. Sămânța de tamarin a fost primul film produs de Lorimar Productions. Coloana sonoră a filmului a fost compusă de John Barry.

## Prezentare
Filmul este despre o funcționară a Ministerului de Interne britanic și un atașat din epoca sovietică, care sunt îndrăgostiți și implicați în intrigile Războiului Rece.

## Distribuție
- Julie Andrews - Judith Farrow
- Omar Sharif - Feodor Sverdlov
- Anthony Quayle - Jack Loder
- Dan O'Herlihy - Fergus Stephenson
- Sylvia Syms - Margaret Stephenson
- Oskar Homolka - General Golitsyn
- Bryan Marshall - George MacLeod
- David Baron - Richard Paterson
- Celia Bannerman - Rachel Paterson
- Roger Dann - Col. Moreau
- Sharon Duce - Sandy Mitchell
- George Mikell - Maj. Stukalov
- Kate O'Mara - Anna Skriabina
- Constantine Gregory - Dimitri Memenov
- John Sullivan - 1st KGB Agent
- Terence Plummer - 2nd KGB Agent
- Leslie Crawford - 3rd KGB Agent
- Alexei Jawdokimov - Igor Kalinin
- Janet Henfrey - Embassy Section Head